# Комарська сільська рада (Росія)
Кома́рська сільська рада (рос. Комарский сельский совет) — сільське поселення у складі Зоринського району Алтайського краю Росії.
Адміністративний центр та єдиний населений пункт — село Комарське.

## Населення
Населення — 629 осіб (2019; 631 в 2010, 633 у 2002).